# بیرلان
بیرلان، روستایی است از توابع بخش مرکزی شهرستان ارومیه و در شهرستان ارومیه استان آذربایجان غربی ایران.

## جمعیت
این روستا در دهستان بکشلوچای با نام مشهور به بیلان قرار داشته و بر اساس سرشماری سال ۱۳۸۵ جمعیت آن ۱۴۸ نفر (۳۵ خانوار)
بوده‌است.